# Peter Schnell (Informatiker)

Peter Schnell, Darmstadt 1959

Peter Schnell (* 10. Juni 1938 in Berlin) ist ein deutscher Informatiker und Unternehmer.

## Leben
Er wuchs in Alsbach bei Darmstadt auf und studierte Physik und Mathematik in Darmstadt an der Technischen Hochschule (heute Technische Universität Darmstadt). 1965 absolvierte er das Examen als Diplom-Mathematiker bei Alwin Walther. Bereits als Student gab er Kurse in Programmiersprachen und arbeitete freiberuflich als Programmierer für Euratom und beim Deutschen Rechenzentrum in Darmstadt. Er ist weiterhin als starker Go-Spieler bekannt.
Peter Schnell ist einer von insgesamt sechs Gründern der aus dem AIV (Institut für angewandte Informationsverarbeitung) hervorgegangenen Software AG in Darmstadt und war viele Jahre deren Vorstandsvorsitzender. Schnell hat in diesem Unternehmen das Datenbankmanagementsystem Adabas (Adaptable Database System) konzipiert und entwickelt. Der Diplom-Mathematiker legte seinem Konzept das NF²-Datenbankmodell zugrunde (NF² steht dabei für NFNF = non first normal form.). 1971 wurde das Hochleistungssystem zum ersten Mal in Betrieb genommen, bei der Westdeutschen Landesbank.

Schnell verantwortete die Pflege und Weiterentwicklung von Adabas, für Mainframe-Systeme der IBM und der Siemens AG. Das System wurde später von zahlreichen Kunden auch auf den Betriebssystem-Plattformen VMS von DEC, verschiedenen Unix-Systemen, Linux sowie Windows eingesetzt. Adabas ermöglicht bis zu 320.000 Zugriffe pro Sekunde auf die Datenbank und gilt damit international als das schnellste kommerziell verfügbare Datenbank-Management-System.
1996 schied der Alleinaktionär aus dem Vorstand der Software AG aus, wechselte auch nicht in den Aufsichtsrat. Zu diesem Zeitpunkt war die Software AG mit 28 Tochtergesellschaften in 80 Ländern tätig. Beschäftigt wurden über 3.300 Mitarbeiter und die Umsatzerlöse betrugen zu dieser Zeit etwa 800 Millionen DM.
Peter Schnell wurde dann Stifter der Software AG Stiftung, eine der größten privaten Stiftungen in Deutschland mit Sitz in Darmstadt. Die Stiftung hielt im Dezember 2021 31 Prozent der Aktien der Software AG. Schnell widmete sich nach seinem Ausscheiden aus seiner Firma ganz der Stiftungsarbeit. Er ist Anthroposoph, so fördert auch die Stiftung viele Projekte aus dem Umfeld der Anthroposophie, darunter die Universität Witten-Herdecke und die Alanus Hochschule in Alfter bei Bonn. Die Stiftung ist besonders in der Alten- und Behindertenhilfe aktiv. Ein Motiv für Schnells soziales Engagement war, dass er selbst zwei Söhne mit geistiger Behinderung hat.
Er erhielt im Jahr 2002 für seine Stiftungsarbeit von Bundespräsident Johannes Rau die Medaille für Verdienste um das Stiftungswesen des Bundesverbandes deutscher Stiftungen.
Am 7. Mai 2009 wurde Peter Schnell das Bundesverdienstkreuz 1. Klasse verliehen.